# Haplochromis oregosoma
Haplochromis oregosoma é uma espécie de peixe da família Cichlidae.
Pode atingir até 7,3 cm de comprimento. Seus habitats naturais são: rios e lagos de água doce, em ambiente bentopelágico. É  endémica do Uganda.